# Plagiograpta schilleri
Plagiograpta schilleri är en fjärilsart som beskrevs av Kobes 1983. Plagiograpta schilleri ingår i släktet Plagiograpta och familjen trågspinnare. Inga underarter finns listade i Catalogue of Life.